# 상촌중학교
상촌중학교는 대한민국 경기도 수원시 권선구 금곡동에 있는 공립 중학교이다.

## 학교 연혁
- 2006년 8월 16일 : 건물 준공
- 2007년 1월 8일 : 설립인가 (개교 6학급, 완성 21학급)
- 2007년 3월 1일 : 초대 김영득 교장 취임
- 2010년 2월 10일 : 제1회 졸업식 (6학급 203명)
- 2011년 11월 29일 : 신관 준공 (15개 교실)
- 2024년 1월 5일 : 제15회 졸업식(10학급 314명, 누적 4,594명)
- 2024년 3월 1일 : 제7대 곽태훈 교장 취임
- 2024년 3월 4일 : 제18회 입학식(10학급 330명)

## 참고 자료
- 상촌중학교 - 한국교육학술정보원 학교알리미